# Eleições municipais no Recife em 1985
As eleições municipais no Recife em 1985 ocorreram em 15 de novembro, como parte das eleições em 201 municípios nos 23 estados brasileiros e nos territórios federais do Amapá e Roraima. Foi a primeira eleição da Nova República e nela foram vencedores o prefeito Jarbas Vasconcelos e o vice-prefeito José Carlos Melo, na primeira vez onde os recifenses escolheram seu prefeito pelo voto direto desde Pelópidas da Silveira em 1963.
Nascido em Vicência, Jarbas Vasconcelos trabalhou como assessor jurídico na Assembleia Legislativa de Pernambuco antes de formar-se advogado pela Universidade Católica de Pernambuco em 1968. Professor da Faculdade de Direito de Caruaru, tornou-se secretário-geral do diretório estadual do MDB, elegendo-se deputado estadual em 1970 e deputado federal em 1974. Candidato mais votado na eleição para senador em 1978, perdeu a eleição porque a soma das sublegendas da ARENA superou a votação oposicionista, elegendo Nilo Coelho e fazendo de Cid Sampaio o primeiro suplente. Restaurado o pluripartidarismo em 1980, ingressou no PMDB em 1980, elegendo-se deputado estadual em 1982. Enquanto parlamentar, votou a favor da Emenda Dante de Oliveira em 1984, mas ausentou-se da eleição indireta que consagrou Tancredo Neves como presidente da República no Colégio Eleitoral em 1985. Neste mesmo ano perdeu a convenção do PMDB que indicou o candidato ao Palácio Capibaribe, entretanto elegeu-se prefeito do Recife pelo PSB, regressando ao seu antigo partido logo depois.

## Resultado da eleição para prefeito
Foram apurados 426.012 votos nominais (94,31%), 5.982 votos em branco (1,32%) e 19.732 votos nulos (4,37%), resultando no comparecimento de 451.726 eleitores.
| Candidatos a prefeito do Recife | Candidatos a vice-prefeito | Número | Coligação                                  | Votação | Percentual |
| ------------------------------- | -------------------------- | ------ | ------------------------------------------ | ------- | ---------- |
| Jarbas Vasconcelos PSB          | José Carlos Melo PSB       | 40     | Frente Popular do Recife (PSB, PTB, PCdoB) | 149.937 | 35,19%     |
| Sérgio Murilo PMDB              | Moacir André Gomes PMDB    | 15     | PMDB, PFL                                  | 125.503 | 29,46%     |
| João Ramos Coelho PDT           | Ricardo Carvalheira PDT    | 12     | PDT (sem coligação)                        | 99.635  | 23,39%     |
| Augusto Lucena PDS              | Eduardo Silva de Souza PDC | 11     | PDS, PDC                                   | 36.327  | 8,53%      |
| Roberto Freire PCB              | Edvaldo Gomes de Souza PCB | 23     | PCB (sem coligação)                        | 9.899   | 2,32%      |
| Bruno Maranhão PT               | Paulo Rubem Santiago PT    | 13     | PT (sem coligação)                         | 4.711   | 1,11%      |
| Fontes:                         |                            |        |                                            |         |            |